# زرافه کوتوله
زرافه کوتوله (نام علمی: Giraffa pygmaea)، یک گونه منقرض‌شده زرافه از آفریقا در دوران پلیوسن است و در حدود ۰٫۷۸۱ میلیون سال پیش در دوران پلیستوسن از بین رفت.